# Chirbat al-Dżami
Chirbat al-Dżami (arab. خربة الجامع) – miejscowość w Syrii, w muhafazie Hama. W 2004 roku liczyła 1078 mieszkańców.